# 纳哈加尔城堡

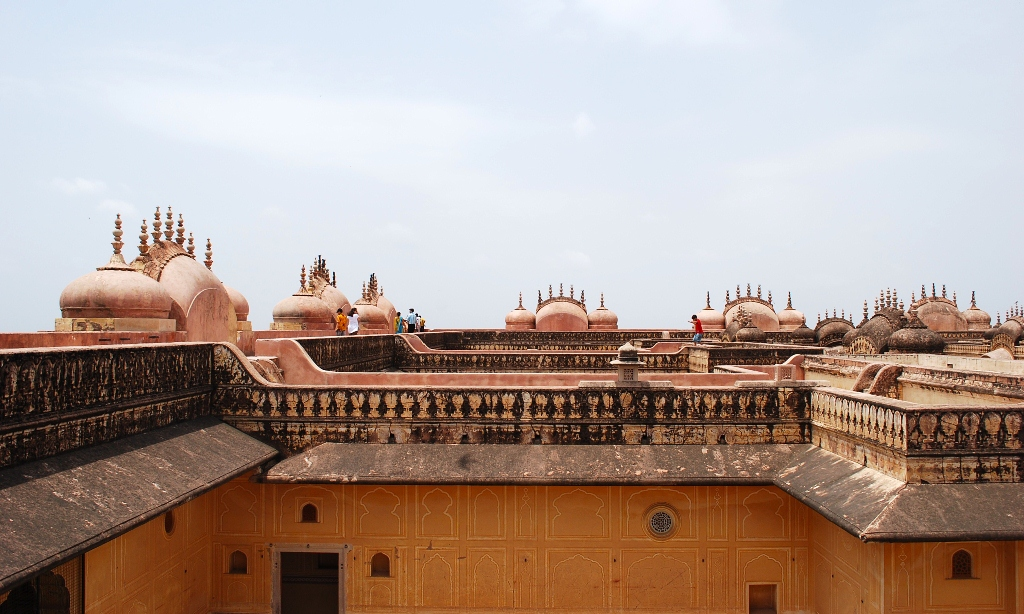
屋顶

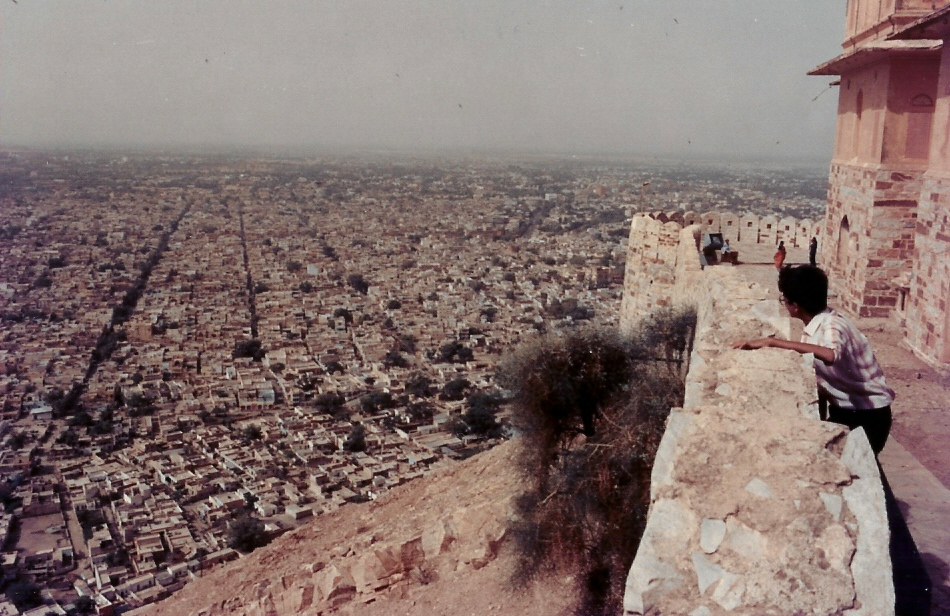

纳哈加尔城堡位于印度拉贾斯坦邦首府斋浦尔的山顶，是俯瞰城市壮观景色的绝佳地点。 
纳哈加尔城堡曾与琥珀堡和斋格尔堡一同构成环绕城市的坚固防线。“纳哈加尔”意为“老虎的住宅”。城堡内拥有具有特色的屋頂。
纳哈加尔城堡由斋辛格二世建于1734年，但在其历史上从未遭遇攻击。 1857年，该地区的欧洲人被斋浦尔国王迁入纳哈加尔城堡加以保护。 

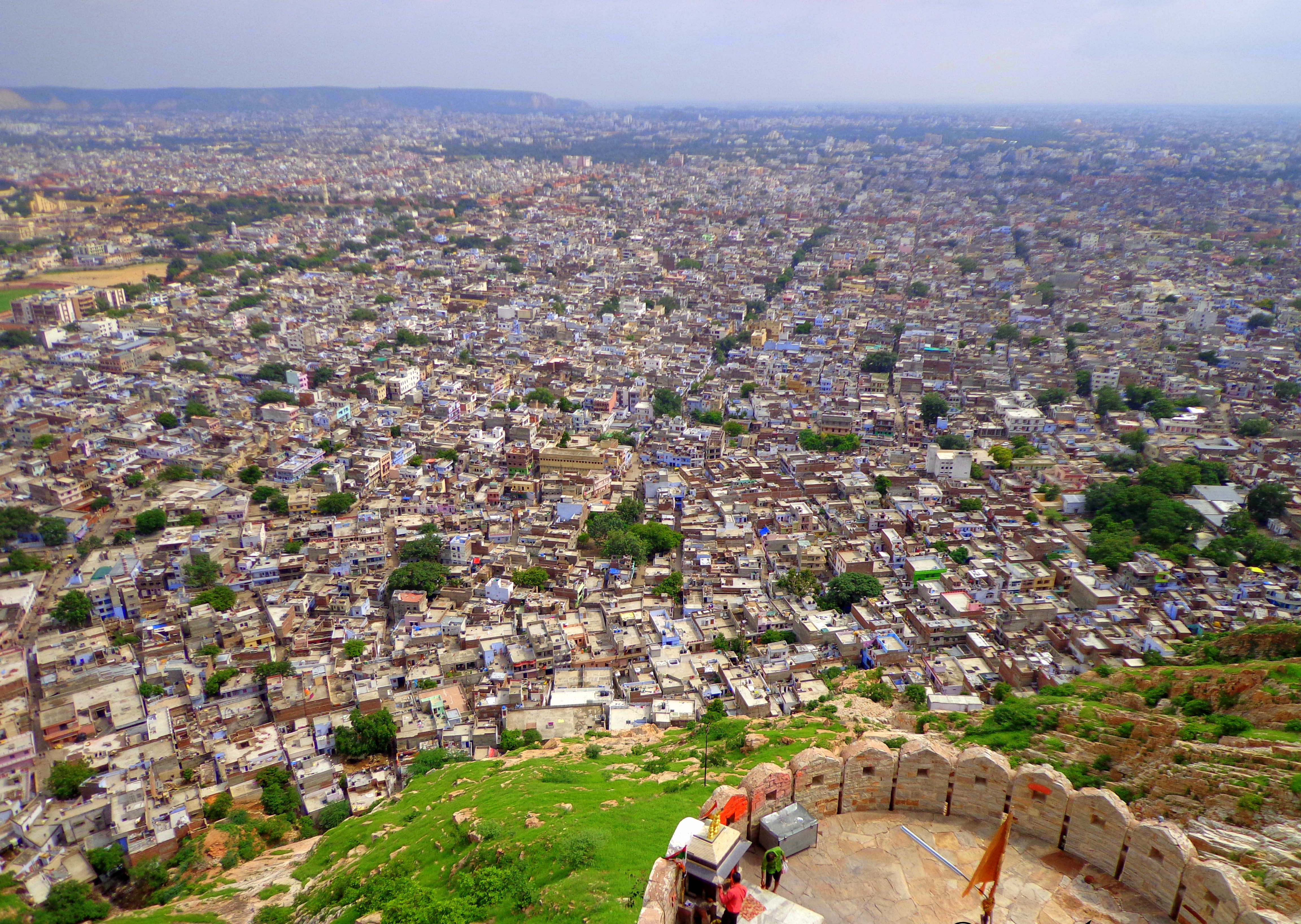

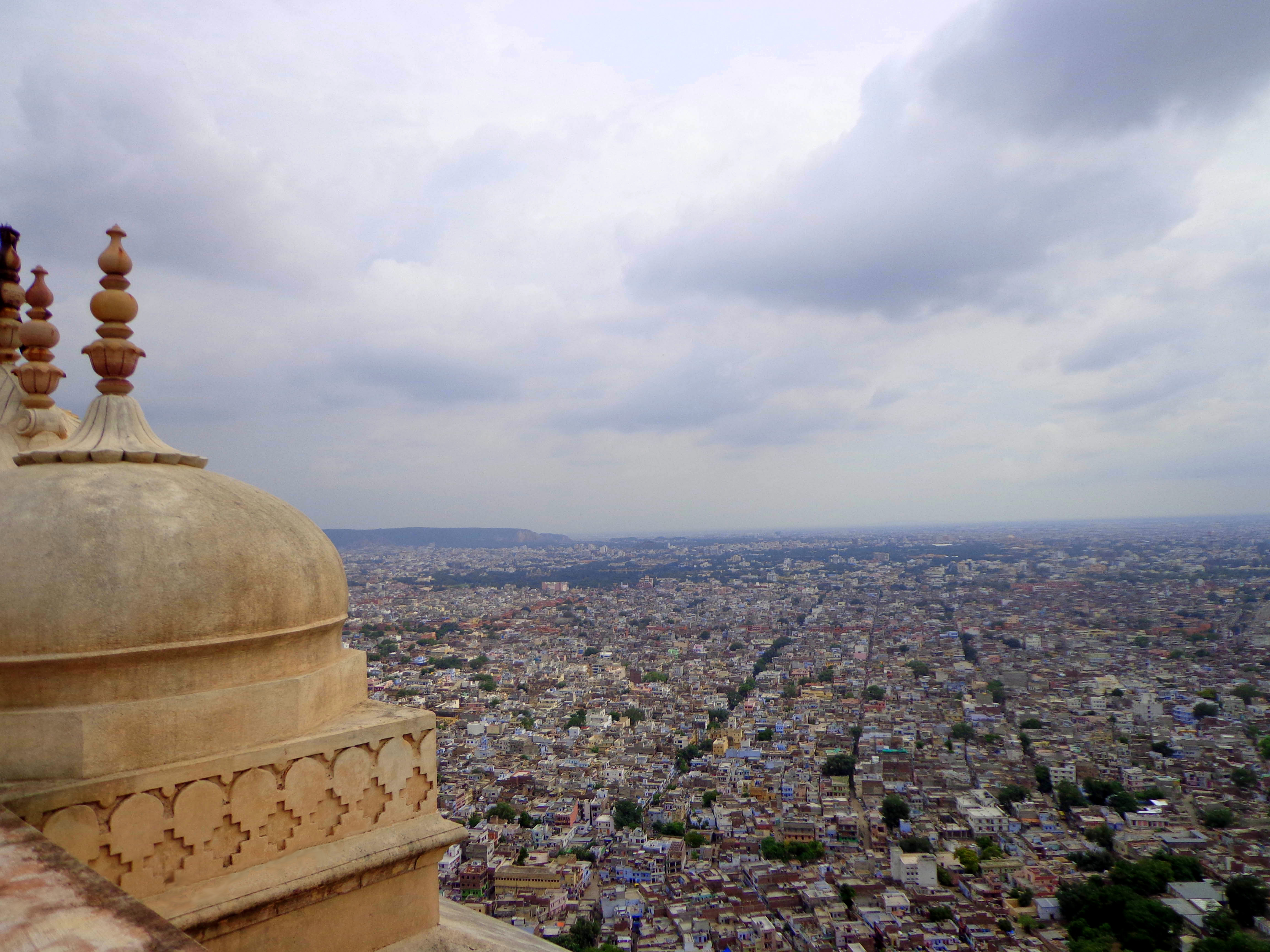

## 图片

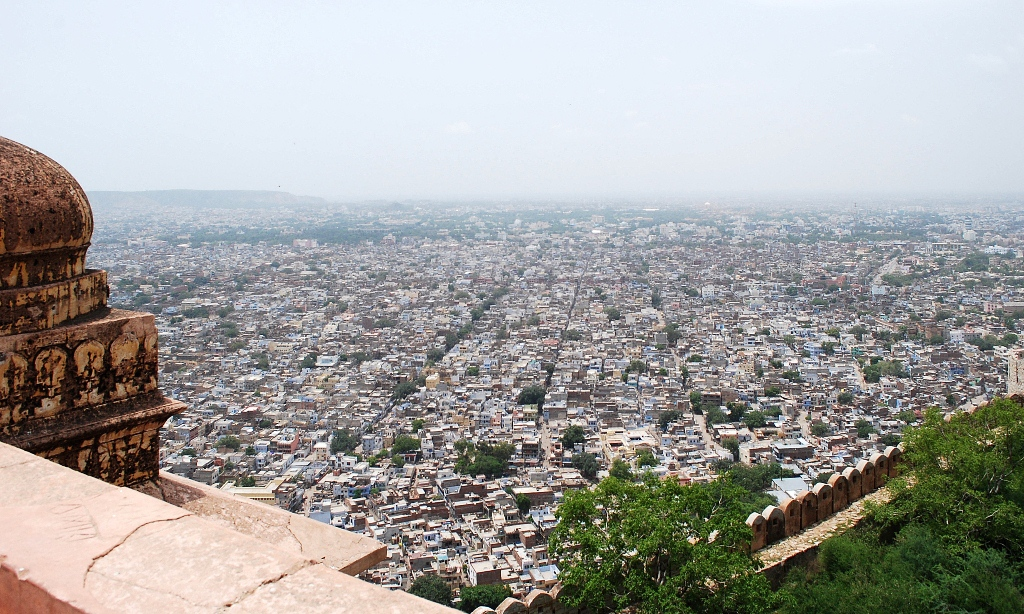
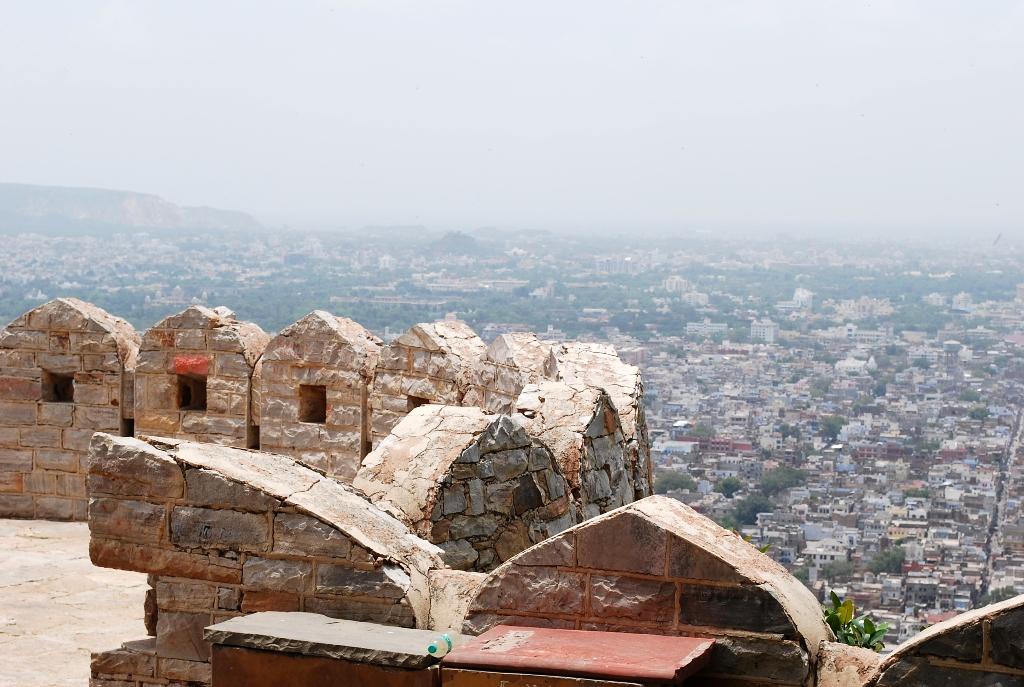
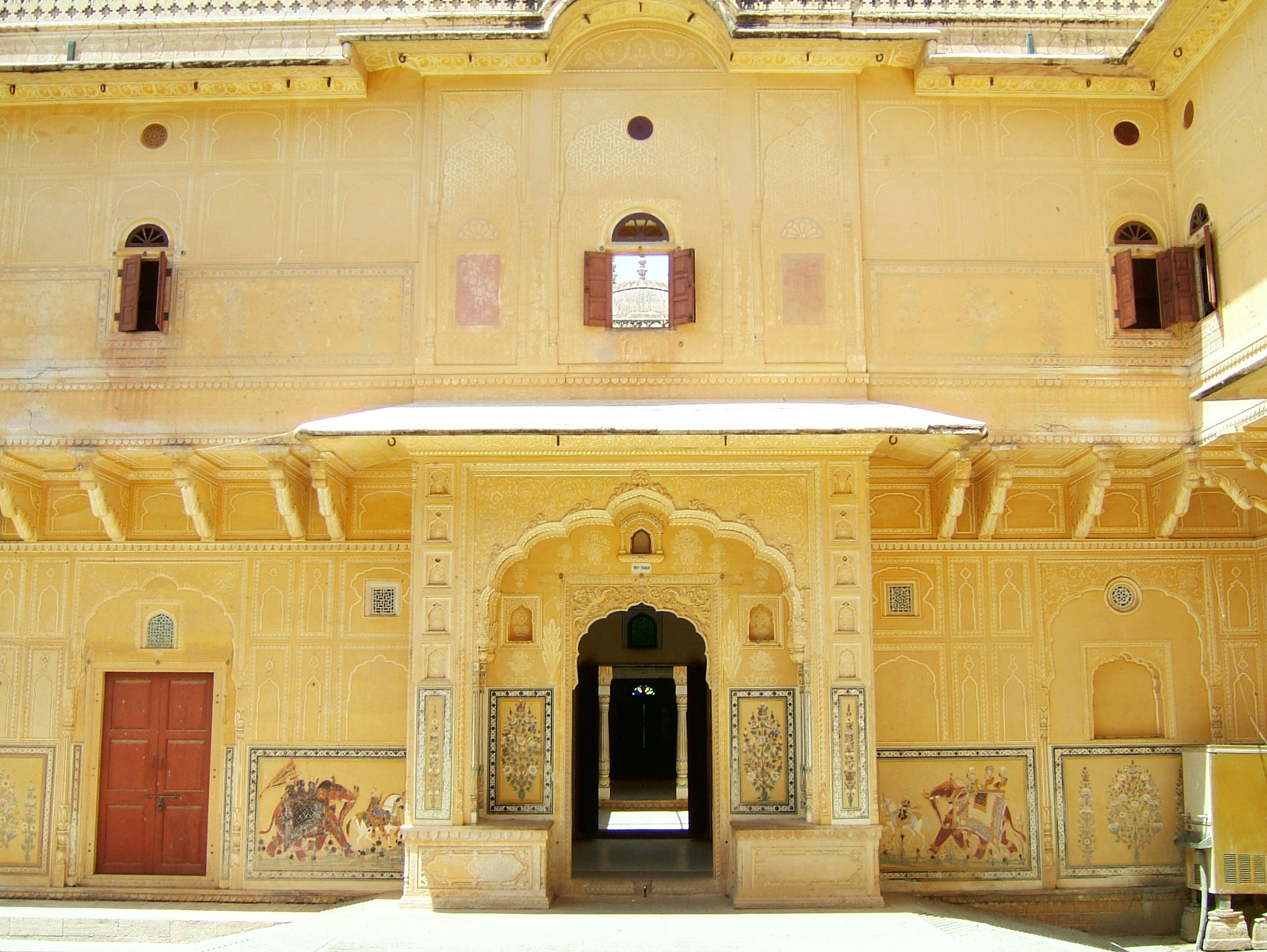
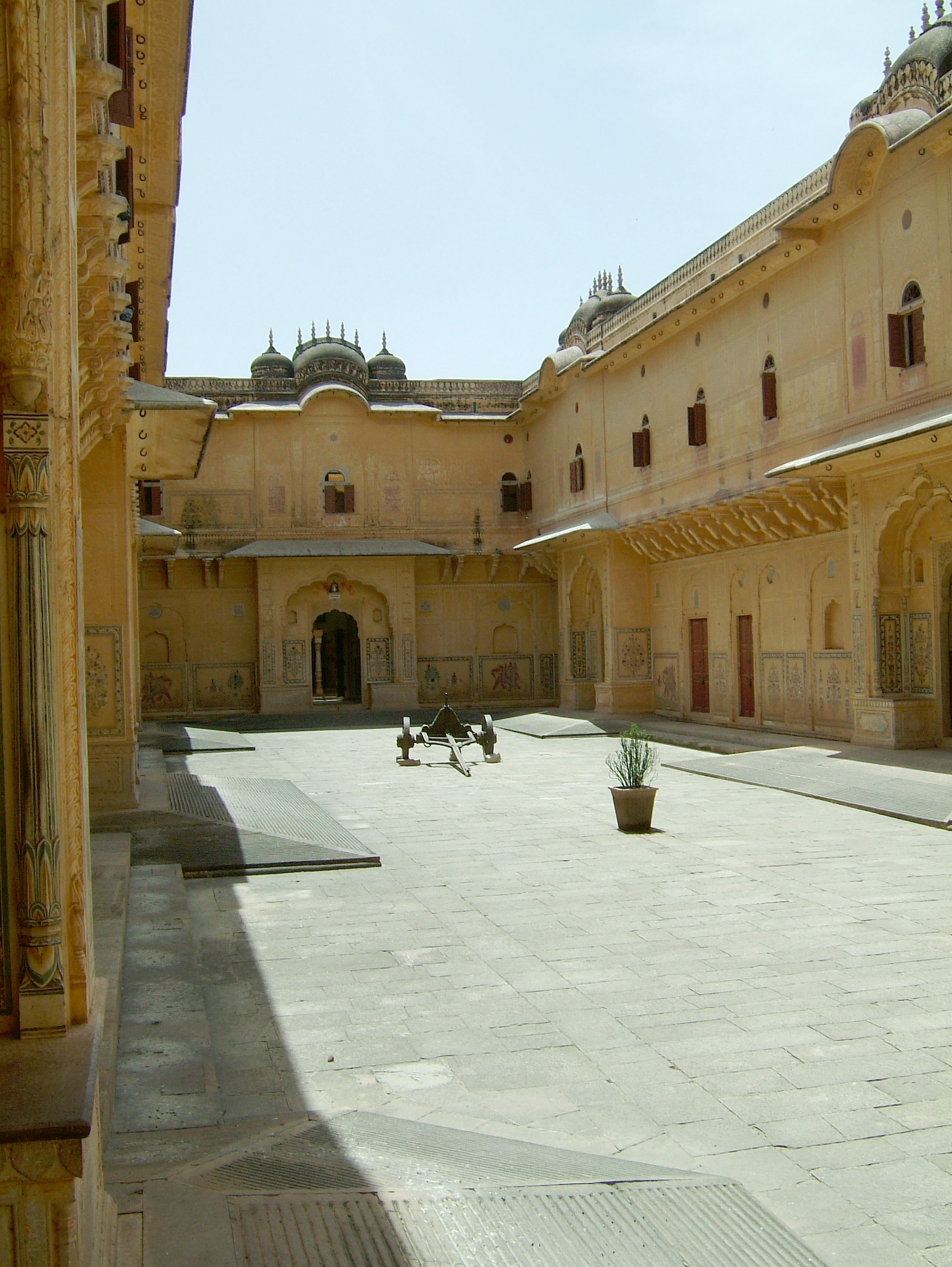
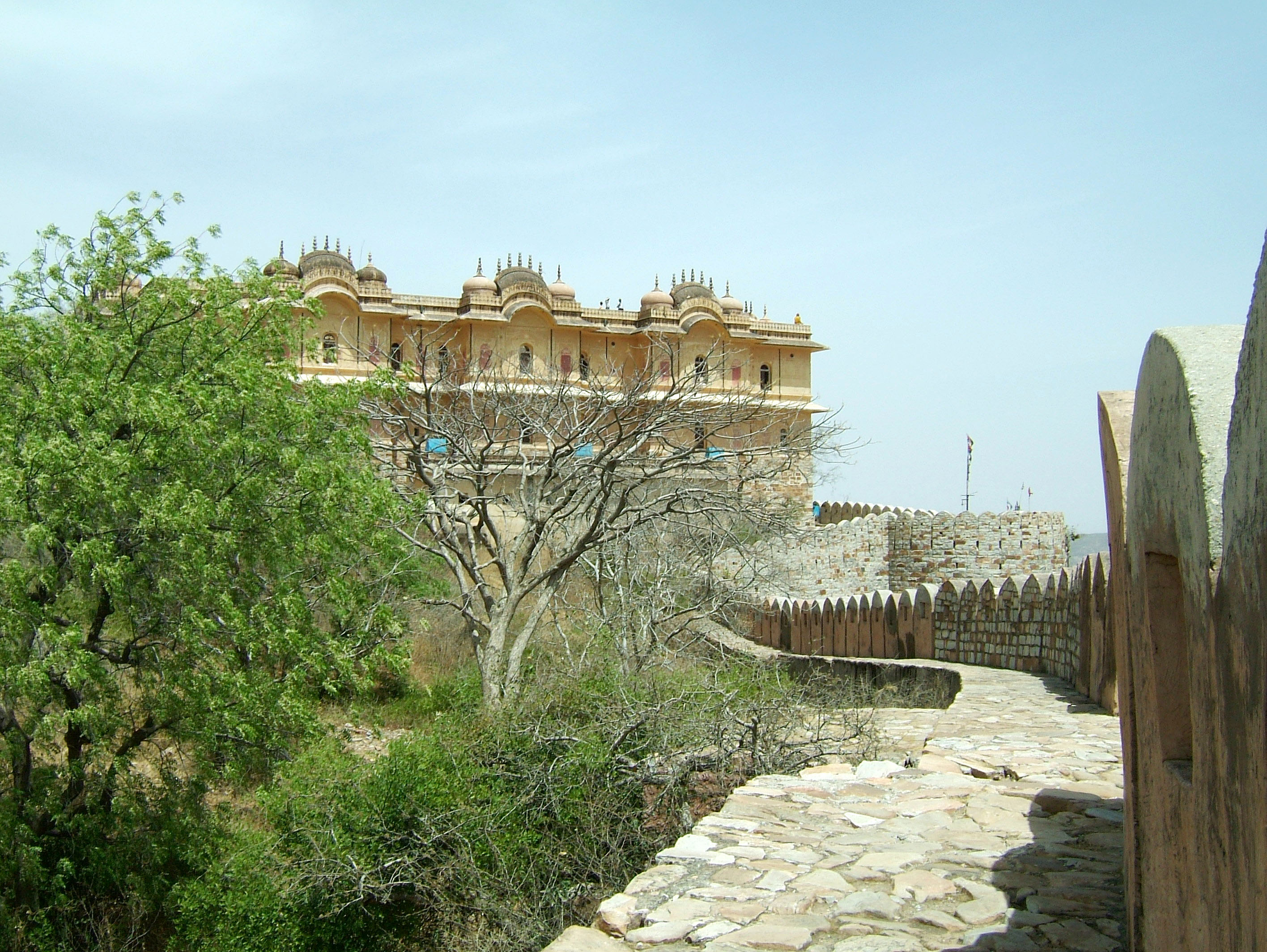
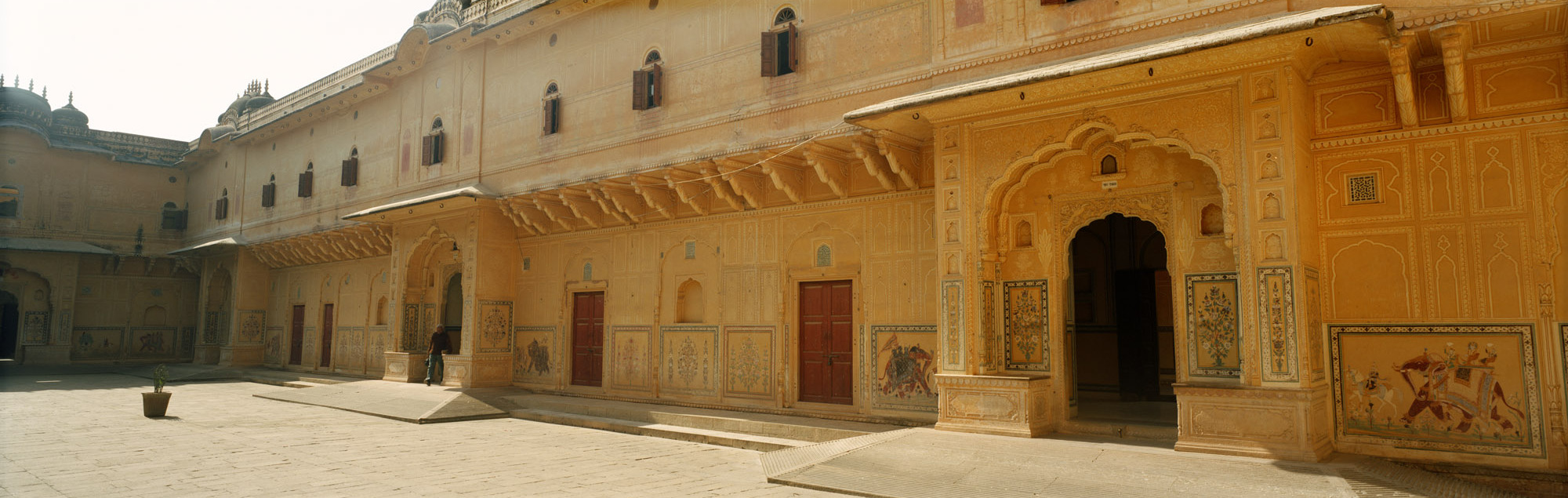
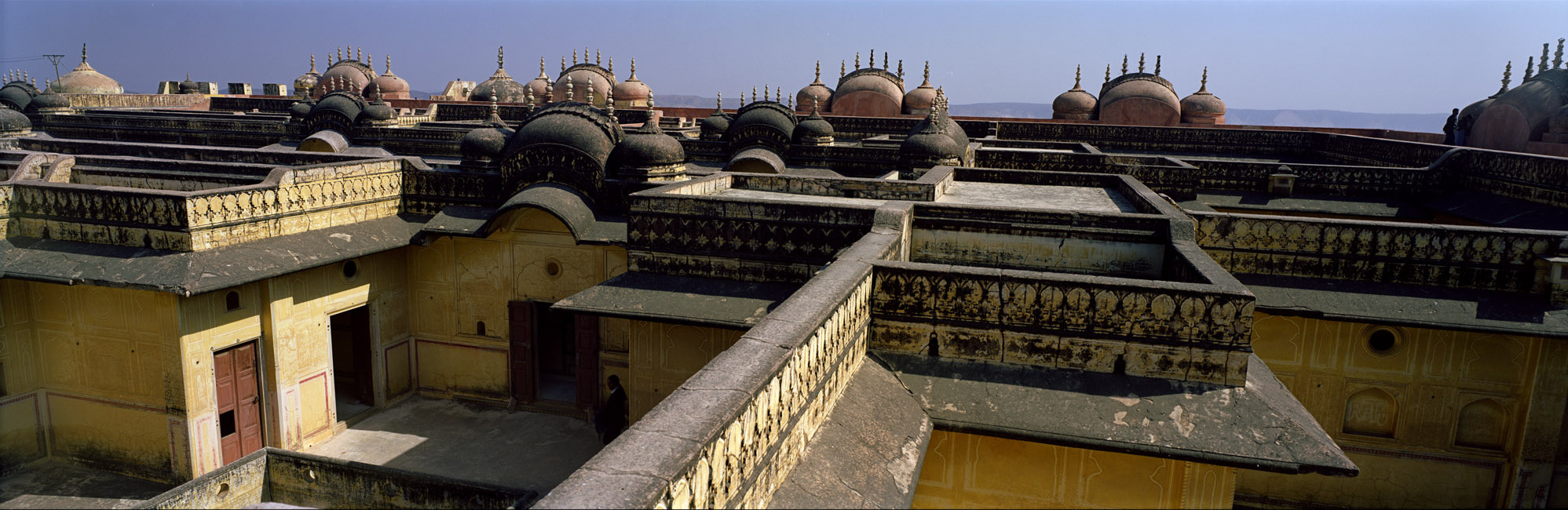
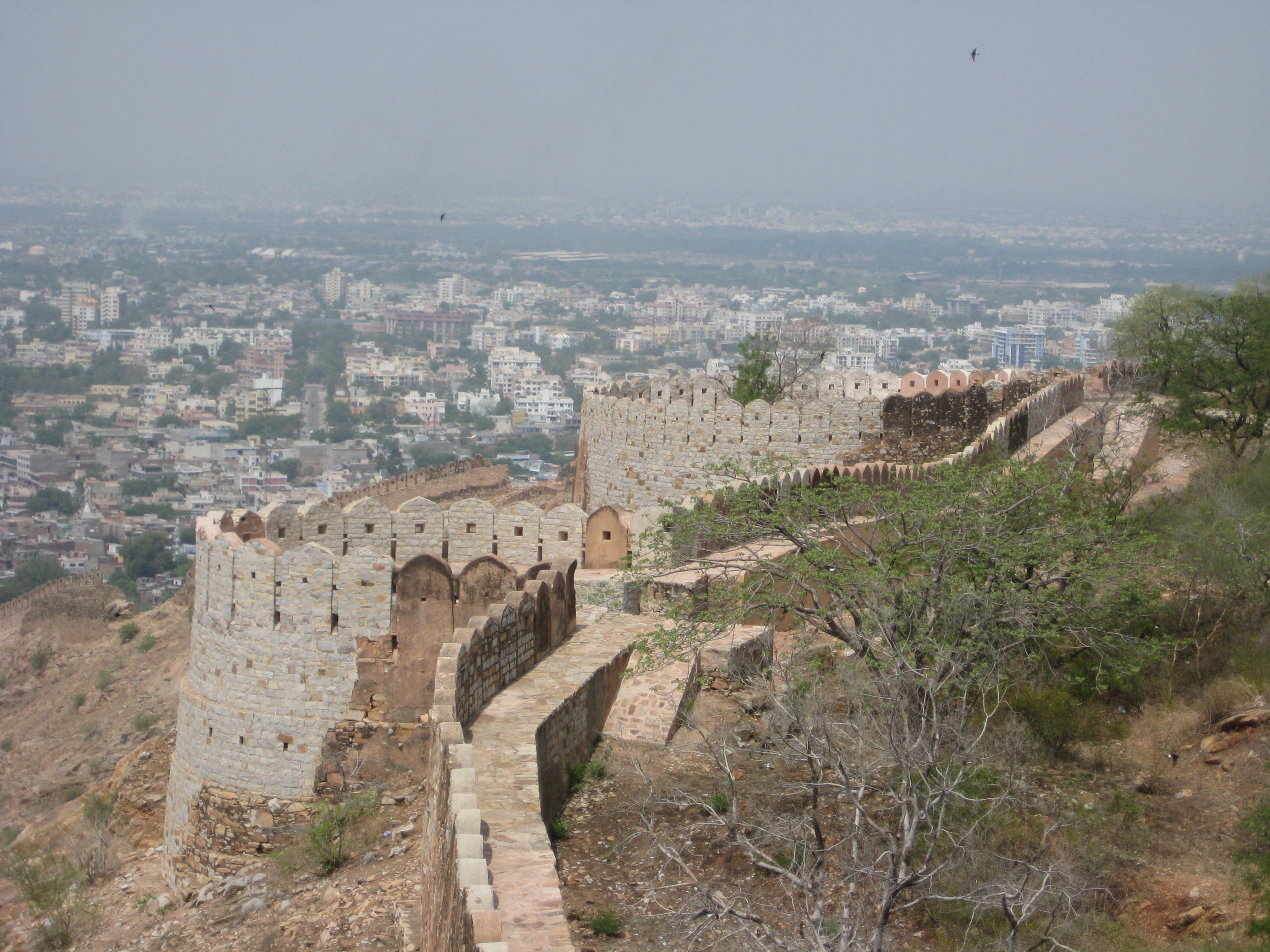